# Брати Пономаренки
Брати Пономаренки — брати-близнюки Валерій Сергійович Пономаренко (нар. 13 липня 1967, Новочеркаськ, Ростовська область, Російська РФСР, СРСР), актор театру драми, та Олександр Сергійович Пономаренко (нар 13 липня 1967, Новочеркаськ — пом. 24 грудня 2022, Ростов-на-Дону, Росія), музикант, гітарист. Внесені до центру «Миротворець».

## Життєпис
Брати-близнюки Олександр та Валерій Пономаренки народилися 13 червня 1967 року в Новочеркаську. Валерій Пономаренко з дитинства любив пародувати знайомих, брав участь у театральних капусниках. Його почали запрошувати виступів на концертах, і він почав залучати брата Олександра. Починали свою телевізійну кар'єру брати під керівництвом Євгена Петросяна у «Кривому Дзеркалі».
З 2000 до 2001 року брати Пономаренки вели всеросійську лотерею «ТВ-Бінго-Шоу» на російському телеканалі РТР.
Брати Пономаренки — лауреати Міжнародного конкурсу «Кубок гумору-99» та фестивалю сатири та гумору «Золотий Остап-2001».
З 7 травня 2006 по 29 грудня 2019 року були ведучими програми « Ранкова пошта» на телеканалі « Росія».
2013 року Валерій Пономаренко взяв участь у пародійному шоу « Повтори!» на Першому каналі РФ. У п'ятому випуску, крім свого номера, він та його брат Олександр брали участь у номері Ганни Большової, яка робила пародію на Маргариту Терехову (зображували Михайла Боярського у двох ролях — д'Артаньяна та Теодоро). У жовтні 2014 року Олександр Пономаренко став учасником іншого пародійного шоу — «Театр естради».

### Особисте життя
За словами Олександра Пономаренка, його вважають старшим, але вони й самі не знають, хто з них старший. У Валерія дружина Олена та три сини: Олексій, Аркадій та Ярослав. У Олександра дружина Ганна та двоє дітей: донька Любов та син Герман .

### Смерть Олександра
Олександр Пономаренко довгий час боровся з онкологічним захворюванням — раком шлунка в останній 4-й стадії.
Помер 24 грудня 2022 після важкої хвороби на 56-му році життя в Ростові-на-Дону .
Похорон Олександра Пономаренка відбудвся 26 грудня в рідному для нього місті Новочеркаську .

## Санкції
18 жовтня 2024 року Міністерство закордонних справ Латвії оголосило Валерія Пономаренка персоною нон ґрата та заборонило в'їзд у Латвію на невизначений термін.

## Об'єкти пародій

### Пародіював Олександр
- Леонід Агутін[10]
- Микола Басков
- Олексій Булдаков[11]
- Геннадій Вєтров[10][12]
- Віталій Вульф
- Дмитро Дібров[13]
- Регіна Дубовицька[12][14]
- Борис Єльцин[15]
- Михайло Задорнов[12][13][14][15]
- Віктор Зінчук[16]
- Віктор Коклюшкін[13][14]
- Олександр Лукашенко
- Павло Любимцев[13]
- Олександр Масляков
- Андрій Миронов
- Дмитро Нагієв[13]
- Лев Новоженов[13]
- Ілля Олейников[13][17]
- Володимир Путін
- Вєрка Сердючка[18]
- Віллі Токарєв
- Віктор Чорномирдін
- Арнольд Шварценеггер[19]
- Юрій Шевчук[13]
- Савік Шустер

### Пародіює Валерій
- Юрій Антонов
- Леонід Брежнєв
- Михайло Боярський[15][20][21][22]
- Джордж Буш-молодший
- Володимир Винокур[22]
- Михайло Горбачов
- Юрій Гальцев[10][12][13][15]
- Микола Дроздов[13][15][23]
- Борис Єльцин[15]
- Михайло Жванецький[12][13][14]
- Володимир Жириновський[22]
- Роман Карцев[13]
- Володимир Кузьмін[10][13]
- Євген Леонов[13]
- Григорій Лепс[20]
- Лев Лещенко[22]
- Андрій Малахов[22]
- Георгій Мілляр[23]
- Андрій Миронов[23]
- Стас Михайлов[10][20]
- Ігор Ніколаєв[10]
- Анатолій Папанов[23]
- Євген Петросян[12][13][14][22][24]
- Антон Привольнов[22]
- Едвард Радзинський
- Олександр Розенбаум[10][13][25]
- Юрій Сенкевич[23]
- Юрій Стоянов[13][17]
- Сергій Трофімов[20]
- Геннадій Хазанов[12][22]
- Юхим Шифрін[13][15][26]
- Михайло Шуфутинський
- Леонід Якубович[18][27]

### У програмі «Повтори!» (Валерій)
- Юхим Шифрін (1-й випуск, «телефонний розіграш»);
- Сергій Лавров (2-й випуск);
- Володимир Кузьмін (3-й випуск; виконував оригінальну пісню В. Кузьміна «Симона»);
- Андрій Миронов (4-й випуск; пародіювався міністр-адміністратор — персонаж А. Миронова в к/ф « Звичайне диво»);
- Михайло Боярський (поза конкурсом, спільно з братом Олександром) та Олександр Васильєв (5-й випуск);
- Юрій Стоянов (6-й випуск — спільно з Олександром, який спародував Іллю Олейникова)
- Євген Євстигнєєв (7-й випуск; пародіювався режисер народного театру — персонаж Є. Євстигнєєва у фільмі « Бережись автомобіля»);
- Михайло Жванецький (8-й випуск; читав оригінальний монолог М. Жванецького «Нормально, Григорій»);
- Фінал: Юхим Шифрін; Лев Дуров та Армен Джигарханян (категорія «Мультфільми» — пародіювався озвучений Л. Дуровим персонаж — пес Шарик з м/ф « Троє з Простоквашино» та озвучений А. Джигарханяном персонаж — вовк з м/ф « Жив-був пес»); Геннадій Хазанов (ще одного члена журі — Сергія Безрукова — спародіював Олександр Пономаренко).

### У програмі «Театр естради» (Олександр)
- Іван Охлобистін (1-й випуск);
- Анатолій Кашпіровський (2-й випуск);
- Пародія на «працюючий телевізор» (3-й випуск; входили пародії на Дмитра Діброва, Володимира Познера, Михайла Боярського, Михайла Задорнова, Олександра Гудкова, Геннадія Хазанова, кіноперсонажів Георгія Віцина, Юрія Нікуліна, Георгія Міляра, Олександра Калягіна, Анатолія Папанова;
- пародія на артиста балету (4-й випуск);
- П'єр Рішар (5-й випуск; пародіювався Франсуа Перрен — персонаж Рішара з фільму «Невдахи»)
- Сергій Лавров (6-й випуск, спільно з братом Валерієм, який пародіював Джона Керрі);
- Віталій Доронін (7-й випуск; пародіювався персонаж Дороніна — Микола Курочкін з кінофільму « Весілля з приданим» (виконував сучасну версію «Куплетів Курочкіна»);
- Сергій Собянін (8-й випуск).

## Спільні номери

### Пародійні
- Інтерв'ю з Джорджем Бушем[28]
- Інтерв'ю з Арнольдом Шварценеггером
- Пародія на ведучих телепередачі «Городок»
- Пародія на Юрія Гальцева та Геннадія Вєтрова[29]
- Пародія на Миколу Дроздова та Олексія Булдакова
- Пародія на Миколу Дроздова та Павла Любимцева
- Пародія на Леоніда Якубовича та Вєрку Сердючку
- Пародія на Сергія Лаврова та Джона Керрі[30]
- Пародія на Сергія Лаврова та Дональда Трампа
- Собаки знаменитостей

### Гумористичні
- Бригада[31]
- Друге я[32]
- Двоголовий орел[33]
- Дід та підліток («В електричці»)[34][35]
- Дід на « Полі чудес»[36]
- Дофігабор'я[37]
- Молода гвардія
- Капуста[38]
- Квартирна відповідь
- Хто хоче стати міліціонером
- Куди подалі[39]
- « Новий росіянин» на « Полі чудес»
- Олімпіада[40]
- Призовний пункт[41]
- Прямий ефір на радіо[42]
- Свобода знову[43]
- Відкрийте, міліція
- Казки
- Тінейджери з майбутнього
- Футбол із сурдоперекладом[41]
- Іспит[44]

### Музичні (попурі)
- Автомобілі[45]
- Залізниця[46]
- ЖКГ[47]
- Відпочинок
- Спорт
- Кулінарно-гастрономічні куплети
- Про тварин
- Мода та одяг
- Лікарня
- Дитячі пісеньки про дорослі проблеми
- Фінансово-економічна тема
- Дача
- Інтернет

### Пісні
- Менмуна
- Снято!
- Песня о доме
- Я поеду в тайгу

### З іншими виконавцями
- Пародії на пісні з кінофільмів (з групою «Асорті» та дуетом «Баян Мікс»)[48]
- Пародія на пісню «Шаланды, полные кефали» (з Юлією Савічєвою)[49]
- Пісня «Здравствуй, лицо» (з групою « Екс-ББ»)[50]
- Пародія «Народження артиста» (з Оленою Степаненко)
- Кліп «Насіння» (з Олександром Фоменковим)

## Театр
- Вистава «Клон» (авт. О. Солод)
- Вистава «Слон»